# Аналіз часових рядів
Аналіз часових рядів — сукупність математико-статистичних методів аналізу, призначених для виявлення структури часових рядів і для їх прогнозування. Сюди належать, зокрема, методи регресійного аналізу. Виявлення структури часового ряду необхідно для того, щоб побудувати математичну модель того явища, яке є джерелом аналізованого часового ряду. Прогноз майбутніх значень часового ряду використовується для ефективного прийняття рішень.

## Дві основні цілі аналізу часових рядів
Існують дві основні мети аналізу часових рядів:
1. Визначення природи ряду.
2. Прогнозування (пророкування майбутніх значень часового ряду по теперішнім і минулим значенням).

Обидві ці цілі вимагають, щоб модель ряду була ідентифікована і, більш-менш, формально описана. Як тільки модель визначена, ви можете з її допомогою інтерпретувати представлені дані (наприклад, використовувати у вашій теорії для розуміння сезонної зміни цін на товари, якщо займаєтеся економікою). Не звертаючи уваги на глибину розуміння і справедливість теорії, ви можете екстраполювати потім ряд на основі знайденої моделі, тобто передбачити його майбутні значення.

## Методи аналізу часових рядів
Часові ряди досліджуються з різними цілями. В одному ряді випадках буває достатньо отримати опис характерних особливостей ряду, а в іншому ряді випадків потрібне не тільки передбачати майбутні значення часового ряду, а й управляти його поведінкою. Метод аналізу часового ряду визначається, з одного боку, цілями аналізу, а з іншого боку, ймовірнісної природою формування його значень.
Найпоширеніші методи аналізу часових рядів:
- Спектральний аналіз — дає змогу знаходити періодичні складові часового ряду
- Кореляційний аналіз — дає змогу знаходити суттєві періодичні залежності і відповідні їм затримки (лаги) як всередині одного ряду (автокореляція), так і між кількома рядами. (Кроскореляції)
- Моделі авторегресії і ковзного середнього — моделі орієнтовані на опис процесів, що виявляють однорідні коливання, порушувані випадковими впливами. Дають змогу передбачати майбутні значення ряду.
- Багатоканальні моделі авторегресії і ковзного середнього — моделі застосовуються в тих випадках, коли є кілька корельованих між собою часових рядів. У них є коливання, порушувані однією причиною. Дозволяють передбачати майбутні значення ряду.
- Сезонна модель Бокса-Дженкінса — застосовується, коли часовий ряд містить явно виражений лінійний тренд і сезонні складові. Дає змогу передбачати майбутні значення ряду. Модель була запропонована у зв'язку з аналізом авіаперевезень.
- Прогноз експоненціально зваженим ковзаючим середнім — найпростіша модель прогнозування часового ряду. Застосовна в багатьох випадках. У тому числі, охоплює модель ціноутворення на основі випадкових блукань.

## Стадії аналізу часових рядів
Зазвичай при практичному аналізі часових рядів послідовно проходять такі етапи:
1. Графічне подання і опис поведінки часового ряду.
2. Виділення та видалення закономірних складових часового ряду, що залежать від часу: тренду, сезонних і циклічних складових.
3. Виділення та видалення низько- або високочастотних складових процесу (фільтрація).
4. Дослідження випадкової складової часового ряду, що залишилася після видалення перерахованих вище складових.
5. Побудова (підбір) математичної моделі для опису випадкової складової і перевірка її адекватності.
6. Прогнозування майбутнього розвитку процесу, представленого часовим рядом.

## Систематична складова і випадковий шум
Як і більшість інших видів аналізу, аналіз часових рядів передбачає, що дані містять систематичну складову (зазвичай включає кілька компонент) і випадковий шум (помилку), який ускладнює виявлення регулярних компонент. Більшість методів дослідження часових рядів включає різні способи фільтрації шуму, що дозволяють побачити регулярну складову більш чітко.
Часовий ряд — це послідовність впорядкованих у часі числових показників, що характеризують рівень стану і зміни досліджуваного явища.

## Класифікація часових рядів
Всякий часовий ряд включає два обов'язкових елемента: по-перше, час і, по-друге, конкретне значення показника, або рівень ряду.
Часові ряди розрізняються за такими ознаками: 1) за часом — моментні та інтервальні. Інтервальний ряд — послідовність, у якій рівень явища відносять до результату, накопиченому або знову виробленому за певний інтервал часу. Такі, наприклад, такі ряди показників обсягу продукції підприємства по місяцях року, кількості відпрацьованих людиною днів по окремих періодах (місяцях, кварталах, півріччях, роках, тощо) і т. д. Якщо ж рівень ряду характеризує досліджуване явище в конкретний момент часу, то сукупність рівнів формує моментний ряд.

## Забезпечення порівнянності рівнів часових рядів
Найважливішою умовою правильного формування часових рядів є порівнянність рівнів, що утворюють ряд. Рівні ряду, що підлягають вивченню, повинні бути однорідні за економічним змістом і враховувати сутність досліджуванного явища і його мету.
Статистичні дані, представлені у вигляді часових рядів, повинні бути порівняні по території, колу охоплюваних об'єктів, одиницях вимірювання, моменту реєстрації, методикою розрахунку, цінами, достовірності. Неспівмірність за територією виникає в результаті змін кордонів країн, регіонів, господарств тощо Для приведення даних до порівнянного вигляду проводиться перерахунок колишніх даних з урахуванням нових кордонів.
Цілісність охоплення різних частин явища — найважливіша умова порівнянності рівнів ряду. Вимога однакової цілісності охоплення різних частин досліджуваного об'єкта означає, що рівні ряду за окремі періоди повинні характеризувати різноманітність заходів того чи іншого явища по одному і тому ж колу, які входять до складу його частин. Наприклад, при характеристиці динаміки врожайності овочевих культур у регіоні по роках не можна в одні роки враховувати тільки сільськогосподарські підприємства, а в інші — всі категорії господарств, у тому числі присадибні ділянки сільських жителів і сади, городи городян.
При визначенні порівнюваних рівнів ряду необхідно використовувати єдину методику їх розрахунку. Особливо часто ця проблема виникає при міжнародних порівняннях.
Неспівмірність показників, що виникає в силу застосовування різних одиниць вимірювання, сама по собі очевидна. З різницею застосовуваних одиниць вимірювання доводиться зустрічатися при вивченні динаміки: виробничих ресурсів, коли вони представляються то у вартісному, то в трудовому обчисленні; енергетичних потужностей (кВт·год, к. с.); атмосферного тиску і т. д.
Труднощі при порівнянні даних по моменту реєстрації виникають через сезонні явища. Чисельність худоби в домашніх господарствах через економічну доцільность відмінна взимку і влітку, тому рівні при порівнянні повинні ставитися до певної дати щорічно.
При аналізі показників у вартісному вираженні слід враховувати, що з плином часу відбувається безперервна зміна цін. Причин цього процесу безліч — інфляція, зростання витрат, ринкові умови (попит і пропозиція) і т. д. У цьому зв'язку при характеристиці вартісних показників обсягів продукції в часі має бути усунуто вплив трансформаційних змін цін. Для вирішення цього завдання кількість продукції, виробленої в різні періоди, оцінюють в цінах одного періоду, які називають фіксованими або в визначеними в статистичних органах — порівнянними цінами.
Широке використання в статистичних дослідженнях вибіркового методу вимагає враховувати достовірність кількісних і якісних характеристик досліджуваних явищ в динаміці. Різна репрезентативність вибірки за періодами внесе суттєві похибки в величини рівнів ряду.
Однією з умов порівнянності рівнів інтервального ряду, крім рівності періодів, за які наводять дані, є однорідність етапів, у межах яких показник підпорядковується одному закону розвитку. У цих випадках проводять періодизацію часових рядів, типологічну угруповання в часі. Всі вищеназвані обставини слід враховувати при підготовці інформації для аналізу змін явищ у часі (динаміці).
Зазвичай, метою прикладного статистичного аналізу часових рядів є побудова моделі ряду, за допомогою якої можна пояснити поведінку ряду і здійснити прогноз на майбутні періоди.

## Побудова і вивчення графіка
Аналіз часового ряду починається з побудови і вивчення його графіка. Якщо нестаціонарність часового ряду очевидна, то спочатку необхідно виокремити його нестаціонарну складову. Процес виокремлення тренду та інших компонент ряду, що призводять до порушення стаціонарності, може проходити в декілька етапів. На кожному з них розглядається ряд залишків, отриманий у результаті вирахування з вихідного ряду підібраної моделі тренду, або результат різницевих і інших перетворень ряду. Крім графіків, ознаками нестаціонарності часового ряду можуть служити автокореляційна функція, що прямує не до нуля (за винятком дуже великих значень лагів) і наявність яскраво виражених піків на низьких частотах у періодограмі. За допомогою автокореляційної функції досліджують також внутрішні зв'язки між елементами часових рядів.
У вибіркових дослідженнях найпростіші числові характеристики описової статистики (середнє, медіана, дисперсія, стандартне відхилення, коефіцієнти асиметрії й ексцесу) звичайно дають достатньо інформативне уявлення про вибірку. Графічні методи зображення й аналізу вибірок при цьому грають лише допоміжну роль, дозволяючи краще зрозуміти локалізацію і концентрацію даних, їхній закон розподілу.
Роль графічних методів при аналізі часових рядів цілком інша. Табличне представлення часового ряду й описових статистик частіше за все не дозволяє зрозуміти характер процесу, у той час як за графіком часового ряду можна зробити досить багато висновків. Надалі вони можуть бути перевірені й уточнені за допомогою розрахунків.
Людське око досить упевнено визначає за графіком часового ряду:
1. наявність тренду і його характер;
2. наявність сезонних і циклічних компонент;
3. ступінь повільності або переривчастості змін послідовних значень ряду після усунення тренду (за цим показником можна судити про характер і розмір кореляції між сусідніми елементами ряду).

Так графічний аналіз ряду звичайно задає напрямок його подальшого аналізу.

## Вибір моделі для часового ряду
Після того, як вихідний процес максимально наближений до стаціонарного, можна приступити до вибору різноманітних моделей отриманого процесу. Мета цього етапу — опис і урахування надалі аналізу кореляційної структури аналізованого процесу. Модель може вважатися підібраною, якщо залишкова компонента ряду є процесом типу, як правило, «білого шуму». Після підбору залишки аналізуються для перевірки адекватності моделі та побудови надійних інтервалів.

## Прогнозування або інтерполяція
Останнім етапом аналізу часового ряду може бути прогнозування його майбутніх (екстраполяція) або відновлення пропущених (інтерполяція) значень і визначення точності цього прогнозу на базі підібраної моделі. Добре підібрати математичну модель вдається не для всякого часового ряду. Нерідко буває і так, що для опису підходять відразу декілька моделей. Неоднозначність вибору моделі може спостерігатися як на етапі виділення детермінованого компонента ряду, так і при виборі структури ряду залишків. Тому досить часто розробляють декілька прогнозів, зроблених за допомогою різних моделей.
Детальне обговорення цих методів можна знайти в наступних роботах: Anderson (1976), Бокс і Дженкінс (1976), Kendall (1984), Kendall and Ord (1990), Montgomery, Johnson, and Gardiner (1990), Pankratz (1983), Shumway (1988), Vandaele (1983), Walker (1991), Wei (1989).